# Кубок Англії з футболу 1973—1974
Кубок Англії з футболу 1973—1974 — 93-й розіграш найстарішого футбольного турніру у світі, Кубка виклику Футбольної Асоціації, також відомого як Кубок Англії. Вдруге титул здобув Ліверпуль.

## Перший раунд
| Дата                      | Господарі                | Рахунок | Гості                    |
| ------------------------- | ------------------------ | ------- | ------------------------ |
| 24 листопада              | Честер Сіті              | 1:0     | Телфорд Юнайтед          |
| 24 листопада              | Честерфілд               | 0:0     | Барнслі                  |
| 28 листопада Перегравання | Барнслі                  | 2:1     | Честерфілд               |
| 24 листопада              | Борнмут                  | 1:0     | Чарльтон Атлетік         |
| 24 листопада              | Банбері Юнайтед          | 0:0     | Нортгемптон Таун         |
| 29 листопада Перегравання | Нортгемптон Таун         | 3:2     | Банбері Юнайтед          |
| 24 листопада              | Рочдейл                  | 2:0     | Саут Шилдс               |
| 24 листопада              | Вотфорд                  | 1:0     | Челмсфорд Сіті           |
| 24 листопада              | Веймут                   | 0:1     | Мертір-Тідвіл            |
| 24 листопада              | Редінг                   | 3:0     | Слау Таун                |
| 24 листопада              | Волсолл                  | 1:0     | Свонсі Сіті              |
| 24 листопада              | Кру Александра           | 0:0     | Скарборо                 |
| 28 листопада Перегравання | Скарборо                 | 2:1     | Кру Александра           |
| 24 листопада              | Донкастер Роверз         | 1:0     | Лінкольн Сіті            |
| 24 листопада              | Рексем                   | 1:1     | Шрусбері Таун            |
| 27 листопада Перегравання | Шрусбері Таун            | 0:1     | Рексем                   |
| 24 листопада              | Транмер Роверз           | 2:1     | Бері                     |
| 24 листопада              | Стокпорт Каунті          | 0:1     | Порт Вейл                |
| 24 листопада              | Вікем Вондерерз          | 3:1     | Ньюпорт Каунті           |
| 24 листопада              | Кінгс-Лінн               | 1:0     | Вімблдон                 |
| 24 листопада              | Плімут Аргайл            | 2:1     | Брентфорд                |
| 24 листопада              | Бредфорд Сіті            | 2:0     | Воркінгтон               |
| 24 листопада              | Хітчін Таун              | 1:1     | Гілфорд Сіті             |
| 28 листопада Перегравання | Гілфорд Сіті             | 1:4     | Хітчін Таун              |
| 24 листопада              | Олтрінгем                | 2:0     | Гартліпул Юнайтед        |
| 24 листопада              | Саутенд Юнайтед          | 3:0     | Борем Вуд                |
| 24 листопада              | Ексетер Сіті             | 0:1     | Алвечарч                 |
| 24 листопада              | Сканторп Юнайтед         | 1:0     | Дарлінгтон               |
| 24 листопада              | Гаддерсфілд Таун         | 2:0     | Віган Атлетік            |
| 24 листопада              | Альфретон Таун           | 0:0     | Блайт Спартанс           |
| 28 листопада Перегравання | Блайт Спартанс           | 2:1     | Альфретон Таун           |
| 24 листопада              | Віллінгтон               | 0:0     | Блекберн Роверз          |
| 3 грудня Перегравання     | Блекберн Роверз          | 6:1     | Віллінгтон               |
| 24 листопада              | Галіфакс Таун            | 6:1     | Фріклі Кольєрі           |
| 24 листопада              | Ранкорн                  | 0:1     | Грімсбі Таун             |
| 24 листопада              | Йорк Сіті                | 0:0     | Менсфілд Таун            |
| 10 грудня Перегравання    | Менсфілд Таун            | 5:3     | Йорк Сіті                |
| 24 листопада              | Герефорд Юнайтед         | 3:1     | Торкі Юнайтед            |
| 24 листопада              | Ротергем Юнайтед         | 2:1     | Саутпорт                 |
| 24 листопада              | Байдфорд                 | 0:2     | Бристоль Роверз          |
| 24 листопада              | Бостон Юнайтед           | 0:0     | Гейєс                    |
| 28 листопада Перегравання | Гейєс                    | 1:2     | Бостон Юнайтед           |
| 24 листопада              | Формбі                   | 0:2     | Олдем Атлетік            |
| 24 листопада              | Колчестер Юнайтед        | 2:3     | Пітерборо Юнайтед        |
| 24 листопада              | Волтон-енд-Гершем        | 0:0     | Брайтон енд Гоув Альбіон |
| 28 листопада Перегравання | Брайтон енд Гоув Альбіон | 0:4     | Волтон-енд-Гершем        |
| 24 листопада              | Гендон                   | 3:0     | Лейтонстоун              |
| 24 листопада              | Дагенем                  | 0:4     | Олдершот                 |
| 24 листопада              | Кембридж Юнайтед         | 3:2     | Джиллінгем               |
| 24 листопада              | Гіллінгдон Боро          | 0:4     | Грантем                  |

## Другий раунд
До другого раунду увійшли переможці першого раунду. 
| Дата                   | Господарі        | Рахунок | Гості             |
| ---------------------- | ---------------- | ------- | ----------------- |
| 15 грудня              | Честер Сіті      | 3:2     | Гаддерсфілд Таун  |
| 15 грудня              | Алвечарч         | 6:1     | Кінгс-Лінн        |
| 15 грудня              | Грантем          | 1:1     | Рочдейл           |
| 18 грудня Перегравання | Рочдейл          | 3:5     | Грантем           |
| 15 грудня              | Вотфорд          | 0:1     | Борнмут           |
| 15 грудня              | Блекберн Роверз  | 0:0     | Олтрінгем         |
| 19 грудня Перегравання | Олтрінгем        | 0:2     | Блекберн Роверз   |
| 15 грудня              | Грімсбі Таун     | 1:1     | Блайт Спартанс    |
| 19 грудня Перегравання | Блайт Спартанс   | 0:2     | Грімсбі Таун      |
| 15 грудня              | Донкастер Роверз | 3:0     | Транмер Роверз    |
| 15 грудня              | Рексем           | 3:0     | Ротергем Юнайтед  |
| 15 грудня              | Вікем Вондерерз  | 1:3     | Пітерборо Юнайтед |
| 15 грудня              | Барнслі          | 1:1     | Бредфорд Сіті     |
| 19 грудня Перегравання | Бредфорд Сіті    | 2:1     | Барнслі           |
| 15 грудня              | Нортгемптон Таун | 1:2     | Бристоль Роверз   |
| 15 грудня              | Плімут Аргайл    | 1:0     | Волсолл           |
| 15 грудня              | Саутенд Юнайтед  | 2:0     | Редінг            |
| 15 грудня              | Менсфілд Таун    | 1:1     | Сканторп Юнайтед  |
| 18 грудня Перегравання | Сканторп Юнайтед | 1:0     | Менсфілд Таун     |
| 15 грудня              | Порт Вейл        | 2:1     | Скарборо          |
| 15 грудня              | Галіфакс Таун    | 0:1     | Олдем Атлетік     |
| 15 грудня              | Герефорд Юнайтед | 3:0     | Волтон-енд-Гершем |
| 15 грудня              | Олдершот         | 1:2     | Кембридж Юнайтед  |
| 15 грудня              | Бостон Юнайтед   | 1:0     | Хітчін Таун       |
| 15 грудня              | Мертір-Тідвіл    | 0:3     | Гендон            |

## Третій раунд
| Дата                  | Господарі               | Рахунок | Гості                   |
| --------------------- | ----------------------- | ------- | ----------------------- |
| 5 січня               | Бристоль Сіті           | 1:1     | Галл Сіті               |
| 8 січня Перегравання  | Галл Сіті               | 0:1     | Бристоль Сіті           |
| 5 січня               | Грантем                 | 0:2     | Мідлсбро                |
| 5 січня               | Ліверпуль               | 2:2     | Донкастер Роверз        |
| 8 січня Перегравання  | Донкастер Роверз        | 0:2     | Ліверпуль               |
| 5 січня               | Саутгемптон             | 2:1     | Блекпул                 |
| 5 січня               | Лестер Сіті             | 1:0     | Тоттенгем Готспур       |
| 5 січня               | Астон Вілла             | 3:1     | Честер Сіті             |
| 5 січня               | Шеффілд Венсдей         | 0:0     | Ковентрі Сіті           |
| 8 січня Перегравання  | Ковентрі Сіті           | 3:1     | Шеффілд Венсдей         |
| 5 січня               | Грімсбі Таун            | 0:2     | Бернлі                  |
| 5 січня               | Вулвергемптон Вондерерз | 1:1     | Лідс Юнайтед            |
| 9 січня Перегравання  | Лідс Юнайтед            | 1:0     | Вулвергемптон Вондерерз |
| 5 січня               | Вест-Бромвіч Альбіон    | 4:0     | Ноттс Каунті            |
| 5 січня               | Дербі Каунті            | 0:0     | Бостон Юнайтед          |
| 9 січня Перегравання  | Бостон Юнайтед          | 1:6     | Дербі Каунті            |
| 5 січня               | Евертон                 | 3:0     | Блекберн Роверз         |
| 5 січня               | Іпсвіч Таун             | 3:2     | Шеффілд Юнайтед         |
| 5 січня               | Ньюкасл Юнайтед         | 1:1     | Гендон                  |
| 9 січня Перегравання  | Гендон                  | 0:4     | Ньюкасл Юнайтед         |
| 5 січня               | Фулгем                  | 1:0     | Престон Норт-Енд        |
| 5 січня               | Портсмут                | 3:3     | Свіндон Таун            |
| 9 січня Перегравання  | Свіндон Таун            | 0:1     | Портсмут                |
| 5 січня               | Вест Гем Юнайтед        | 1:1     | Герефорд Юнайтед        |
| 9 січня Перегравання  | Герефорд Юнайтед        | 2:1     | Вест Гем Юнайтед        |
| 5 січня               | Манчестер Юнайтед       | 1:0     | Плімут Аргайл           |
| 5 січня               | Норвіч Сіті             | 0:1     | Арсенал                 |
| 5 січня               | Міллволл                | 1:1     | Сканторп Юнайтед        |
| 8 січня Перегравання  | Сканторп Юнайтед        | 1:0     | Міллволл                |
| 5 січня               | Карлайл Юнайтед         | 0:0     | Сандерленд              |
| 9 січня Перегравання  | Сандерленд              | 0:1     | Карлайл Юнайтед         |
| 5 січня               | Крістал Пелес           | 0:2     | Рексем                  |
| 5 січня               | Челсі                   | 0:0     | Квінз Парк Рейнджерс    |
| 15 січня Перегравання | Квінз Парк Рейнджерс    | 1:0     | Челсі                   |
| 5 січня               | Порт Вейл               | 1:1     | Лутон Таун              |
| 9 січня Перегравання  | Лутон Таун              | 4:2     | Порт Вейл               |
| 5 січня               | Пітерборо Юнайтед       | 3:1     | Саутенд Юнайтед         |
| 5 січня               | Бірмінгем Сіті          | 5:2     | Кардіфф Сіті            |
| 5 січня               | Оксфорд Юнайтед         | 2:5     | Манчестер Сіті          |
| 5 січня               | Лейтон Орієнт           | 2:1     | Борнмут                 |
| 6 січня               | Ноттінгем Форест        | 4:3     | Бристоль Роверз         |
| 6 січня               | Болтон Вондерерз        | 3:2     | Сток Сіті               |
| 6 січня               | Бредфорд Сіті           | 4:2     | Алвечарч                |
| 6 січня               | Кембридж Юнайтед        | 2:2     | Олдем Атлетік           |
| 8 січня Перегравання  | Олдем Атлетік           | 3:3     | Кембридж Юнайтед        |
| 14 січня Перегравання | Кембридж Юнайтед        | 1:2     | Олдем Атлетік           |

## Четвертий раунд
У цьому раунді зіграли переможці попереднього етапу.
| Дата                  | Господарі            | Рахунок | Гості                |
| --------------------- | -------------------- | ------- | -------------------- |
| 26 січня              | Ліверпуль            | 0:0     | Карлайл Юнайтед      |
| 29 січня Перегравання | Карлайл Юнайтед      | 0:2     | Ліверпуль            |
| 26 січня              | Саутгемптон          | 3:3     | Болтон Вондерерз     |
| 30 січня Перегравання | Болтон Вондерерз     | 0:2     | Саутгемптон          |
| 26 січня              | Лутон Таун           | 3:0     | Бредфорд Сіті        |
| 26 січня              | Рексем               | 1:0     | Мідлсбро             |
| 26 січня              | Ньюкасл Юнайтед      | 1:1     | Сканторп Юнайтед     |
| 30 січня Перегравання | Сканторп Юнайтед     | 0:3     | Ньюкасл Юнайтед      |
| 26 січня              | Квінз Парк Рейнджерс | 2:0     | Бірмінгем Сіті       |
| 26 січня              | Фулгем               | 1:1     | Лестер Сіті          |
| 30 січня Перегравання | Лестер Сіті          | 2:1     | Фулгем               |
| 26 січня              | Манчестер Юнайтед    | 0:1     | Іпсвіч Таун          |
| 26 січня              | Олдем Атлетік        | 1:4     | Бернлі               |
| 26 січня              | Арсенал              | 1:1     | Астон Вілла          |
| 30 січня Перегравання | Астон Вілла          | 2:0     | Арсенал              |
| 26 січня              | Герефорд Юнайтед     | 0:1     | Бристоль Сіті        |
| 26 січня              | Пітерборо Юнайтед    | 1:4     | Лідс Юнайтед         |
| 27 січня              | Ноттінгем Форест     | 2:1     | Манчестер Сіті       |
| 27 січня              | Евертон              | 0:0     | Вест-Бромвіч Альбіон |
| 30 січня Перегравання | Вест-Бромвіч Альбіон | 1:0     | Евертон              |
| 27 січня              | Ковентрі Сіті        | 0:0     | Дербі Каунті         |
| 30 січня Перегравання | Дербі Каунті         | 0:1     | Ковентрі Сіті        |
| 27 січня              | Портсмут             | 0:0     | Лейтон Орієнт        |
| 29 січня Перегравання | Лейтон Орієнт        | 1:1     | Портсмут             |
| 5 лютого Перегравання | Портсмут             | 2:0     | Лейтон Орієнт        |

## П'ятий раунд
На цьому етапі зіграли переможці попереднього раунду.
| Дата                   | Господарі            | Рахунок | Гості                |
| ---------------------- | -------------------- | ------- | -------------------- |
| 16 лютого              | Бристоль Сіті        | 1:1     | Лідс Юнайтед         |
| 19 лютого Перегравання | Лідс Юнайтед         | 0:1     | Бристоль Сіті        |
| 16 лютого              | Бернлі               | 1:0     | Астон Вілла          |
| 16 лютого              | Ліверпуль            | 2:0     | Іпсвіч Таун          |
| 16 лютого              | Саутгемптон          | 0:1     | Рексем               |
| 16 лютого              | Вест-Бромвіч Альбіон | 0:3     | Ньюкасл Юнайтед      |
| 16 лютого              | Лутон Таун           | 0:4     | Лестер Сіті          |
| 16 лютого              | Ковентрі Сіті        | 0:0     | Квінз Парк Рейнджерс |
| 19 лютого Перегравання | Квінз Парк Рейнджерс | 3:2     | Ковентрі Сіті        |
| 17 лютого              | Ноттінгем Форест     | 1:0     | Портсмут             |

## Шостий раунд
На цьому етапі зіграли переможці попереднього раунду.
| Дата                    | Господарі            | Рахунок | Гості            |
| ----------------------- | -------------------- | ------- | ---------------- |
| 9 березня               | Бристоль Сіті        | 0:1     | Ліверпуль        |
| 9 березня               | Бернлі               | 1:0     | Рексем           |
| 9 березня               | Ньюкасл Юнайтед      | 4:3*    | Ноттінгем Форест |
| 18 березня Перегравання | Ньюкасл Юнайтед      | 0:0     | Ноттінгем Форест |
| 21 березня Перегравання | Ньюкасл Юнайтед      | 1:0     | Ноттінгем Форест |
| 9 березня               | Квінз Парк Рейнджерс | 0:2     | Лестер Сіті      |

* - результат матчу було анульовано.

## Півфінали
У півфіналах зіграли команди, що перемогли на попередньому етапі.
| Дата                  | Господарі       | Рахунок | Гості       |
| --------------------- | --------------- | ------- | ----------- |
| 30 березня            | Ньюкасл Юнайтед | 2:0     | Бернлі      |
| 30 березня            | Ліверпуль       | 0:0     | Лестер Сіті |
| 3 квітня Перегравання | Лестер Сіті     | 1:3     | Ліверпуль   |

## Матч за третє місце
| Дата     | Господарі   | Рахунок | Гості  |
| -------- | ----------- | ------- | ------ |
| 9 травня | Лестер Сіті | 0:1     | Бернлі |

## Фінал
| 4 травня 1974 15:00 BST |

| Ліверпуль                 | 3:0      | Ньюкасл Юнайтед |
| ------------------------- | -------- | --------------- |
| Кіган 57', 88' Гайвей 74' | Протокол |                 |

| Вемблі, Лондон Глядачів: 100 000 Арбітр: Гордон К'ю |